# I'm Lonely
I'm Lonely (Jsem sám) je píseň německé skupiny Scooter z alba Jumping All Over The World z roku 2007. Jako singl vyšla píseň v roce 2008. Píseň vzorkuje píseň Lonely od Felix Project a A Step Too Far od Refresh a video verze vzorkuje také píseň Fly Away od Vincenta de Moora. Singl obsahuje také videoklip a video o jeho natáčení. HPV je nazpíván Nicole Sukar.

## Seznam skladeb
1. I'm Lonely (Radio Edit) – (3:31)
2. I'm Lonely (Dressed For Success Club Mix) – (5:00)
3. I'm Lonely (Extended Mix) – (5:63)
4. Way Up North – (4:07)

## Umístění ve světě
| Hitparáda | Umístění |
| --------- | -------- |
| Rakousko  | 20       |